# Slanisko pri Dive
Slanisko pri Dive este o arie protejată (arie specială de conservare — SAC, sit de importanță comunitară — SCI) din Slovacia întinsă pe o suprafață de 9,45 ha, integral pe uscat.

## Localizare
Centrul sitului Slanisko pri Dive este situat la coordonatele 47°51′56″N 18°34′20″E / 47.865566°N 18.572283°E.

## Înființare
Situl Slanisko pri Dive a fost declarat sit de importanță comunitară în decembrie 2021.

## Biodiversitate
Situată în ecoregiunea panonică, aria protejată conține 1 habitat natural: Pășuni continentale udate de apa mării.
La baza desemnării sitului se află un număr nedeclarat de specii protejate.